# عادل الدمخي
د. عادل جاسم عبد الله الدمخي (1965 - )؛ نائب في مجلس الأمة الكويتي، وحاصل على دكتوراة في الشريعة الإسلامية.
شارك في انتخابات مجلس الأمة الكويتي عام 2012 وحصل على المركز الثامن في الدائرة الأولى بـ8,090 صوت.
وانتخابات مجلس الأمة عام 2016 وحصل على المركز الرابع في الدائرة الأولى.

## عضويات
- أستاذ في الشريعة الإسلامية في جامعة الكويت.[2]
- رئيس الجمعية الكويتية للمقومات الأساسية لحقوق الإنسان منذ التأسيس.
- خطيب مسجد فهد السالم منذ 1992.
- محامي سابق في الإدارة القانونية التابعة لبلدية الكويت.
- عضو مجلس الأمة الكويتي في عام 2012.

## أبرز مواقفه في مجلس الأمة
| استجواب الوزيرة هند الصبيح (يناير 2018)                  | مع الاستجواب |
| استجواب الوزير بخيت الرشيدي (2018)                       | مع الاستجواب |
| استجواب الوزيرة هند الصبيح (مايو 2018)                   | ممتنع        |
| استجواب الوزير خالد الروضان (2019)                       | ضد الاستجواب |
| استجواب الوزير محمد الجبري (2019)                        | مع الاستجواب |
| استجواب الوزير نايف الحجرف (2019)                        | مع الاستجواب |
| استجواب الوزير براك الشيتان (2020)                       | ضد الاستجواب |
| استجواب الوزير أنس الصالح (أغسطس 2020)                   | مع الاستجواب |
| استجواب الوزير سعود هلال الحربي (أغسطس 2020)             | مع الاستجواب |
| استجواب الوزير سعود هلال الحربي (سبتمبر 2020)            | مع الاستجواب |
| استجواب الوزير أنس الصالح (سبتمبر 2020)                  | مع الاستجواب |
| تصويت فتح باب ما يستجد من أعمال (تعديل النظام الانتخابي) | موافق        |